# Quarsoanortosita
Les quarsoanortosites són roques ígnies plutòniques anortosítiques que presenten un contingut de quars entre el 5 i el 20%